# Hippocephala proxima
Hippocephala proxima är en skalbaggsart som beskrevs av Stefan von Breuning 1940. Hippocephala proxima ingår i släktet Hippocephala och familjen långhorningar. Inga underarter finns listade i Catalogue of Life.